# Houshang Shafti
Houshang Shafti, född 1933 i Teheran, Iran, iransk filmregissör och produktionsdesigner som har gjort flera internationellt uppmärksammade dokumentärer. Han är bosatt i Sverige sedan början av 1980-talet.
Shafti läste filmvetenskap i USA och tog sin bachelorexamen vid Teherans universitet. Sedan 1950-talet hade Syracuseuniversitetet (New York) upprättat en filial vid Institutionen för filmvetenskap vid Teherans universitet och Shafti var aktiv i dess arbete.
Han har regisserat flera dokumentärer med iranska teman, bland annat Flaming Poppies från 1962 om nomader i Iran och The Broken Column (Sotun-e Shekasteh) från 1964 om Persepolis. Mest uppmärksammad internationellt är han för sin kortfilm Flaming Poppies som vann Silverbjörnen vid Berlins filmfestival 1964. Han var produktionsdesigner till bland annat filmen Hjältar (1968) av regissören Jean Negulesco.

## Filmografi (regi)
- 1962 – Flaming Poppies
- 1964 – The Broken Column
- 1966 – The Poppy Is Also a Flower
- 1970 – The Invincible Six
- 1974 – Carpet
- 1975 – Be omid-e didar
- 1977 – Iranian Scenes
- 1978 – Dances of Khorasan